# Caranx papuensis
Caranx papuensis és un peix teleosti de la família dels caràngids i de l'ordre dels perciformes.

## Morfologia
Pot arribar als 88 cm de llargària total i als 6.400 g de pes.

## Distribució geogràfica
Es troba des de les costes de Zanzíbar i Sud-àfrica fins a les Illes Carolines, les Illes Marqueses, les Ryukyu i Austràlia.